# Parnassia palustris
La hepática blanca (Parnassia palustris) es una planta con flor herbácea de color verde pálido y de hasta 3 dm de altura. Las flores son blancas con cinco pétalos, con nervios, de entre 15 y 30 mm. Cáliz de cinco sépalos unidos en la base. Las hojas son puntiagudas, ovaladas, con forma de corazón, basales, de tallo largo; una hoja sin tallo se sujeta al tallo principal.

## Hábitat
Es una planta propia de zonas húmedas, semipantanosas y pastos húmedos.

## Distribución
Por toda Europa. En España es propia de las zonas montañosas, cordillera Cantábrica, Pirineos, sistema Central (sierra de Gredos y La Serrota), Sierra Nevada. En el sistema Central aparece sobre los 1800 m s. n. m. y en Sierra Nevada sobre los 2000 m s. n. m.

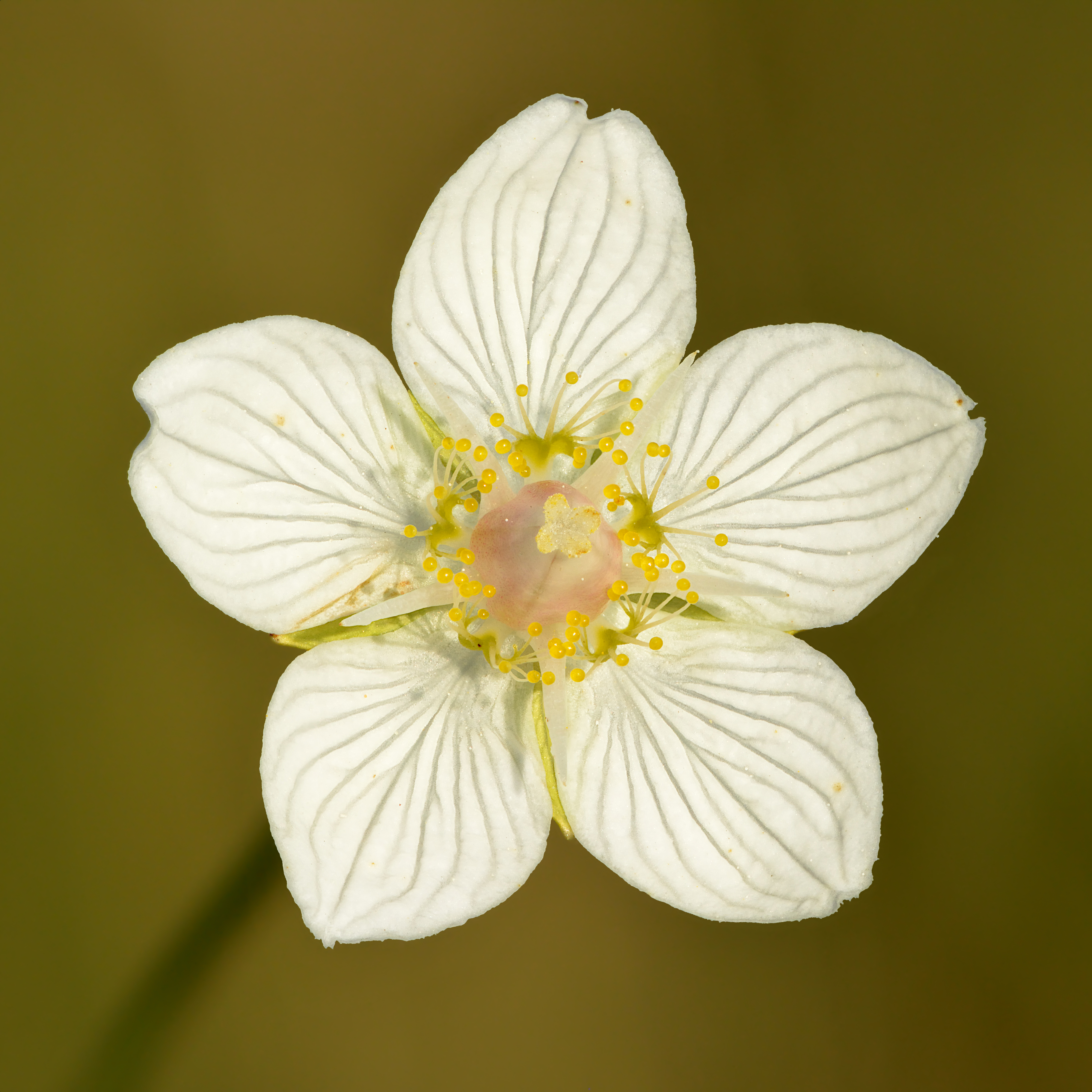
Parnassia palustris.

Como curiosidad añadir que es una planta típica de Escocia y además la flor del condado en Cumberland y Sutherland en el Reino Unido.